# Olympische Sommerspiele 1972/Rudern – Zweier mit Steuermann
Der Zweier mit Steuermann bei den Olympischen Sommerspielen 1972 wurde vom 27. August bis 2. September auf der Regattastrecke Oberschleißheim ausgetragen.

## Ergebnisse

### Vorläufe
Die Sieger eines jeden Laufes qualifizierten sich für das Halbfinale. Alle weiteren Boote mussten in den Hoffnungslauf.

#### Vorlauf 1
| Rang | Nation           | Athleten                                                             | Zeit (min) |
| ---- | ---------------- | -------------------------------------------------------------------- | ---------- |
| 1    | Tschechoslowakei | Oldřich Svojanovský Pavel Svojanovský Vladimír Petříček (Steuermann) | 7:41,27    |
| 2    | Schweiz          | René Furler Nicolas Lindecker Stefan Hablützel (Steuermann)          | 7:46,03    |
| 3    | Rumänien         | Ștefan Tudor Petre Ceapura Ladislau Lovrenschi (Steuermann)          | 7:47,98    |
| 4    | Kanada           | Michael Neary Trevor Josephson Robert Battersby (Steuermann)         | 7:49,54    |
| 5    | Norwegen         | Rolf Andreassen Arne Bergodd Thor Egil Olsen (Steuermann)            | 8:00,56    |
| 6    | Belgien          | Paul De Weert Wilfried Van Herck Guy Defraigne (Steuermann)          | 8:08,51    |

#### Vorlauf 2
| Rang | Nation             | Athleten                                                             | Zeit (min) |
| ---- | ------------------ | -------------------------------------------------------------------- | ---------- |
| 1    | Vereinigte Staaten | Mike Staines Luther Jones Aaron Herman (Steuermann)                  | 7:50,00    |
| 2    | Polen              | Wojciech Repsz Wiesław Długosz Jacek Rylski (Steuermann)             | 7:57,23    |
| 3    | Niederlande        | Bernard Luttikhuizen René Kieft Herman Zaanen (Steuermann)           | 8:00,15    |
| 4    | Österreich         | Rainer Hinteregger Manfred Grieshofer Werner Grieshofer (Steuermann) | 8:08,88    |
| 5    | Uruguay            | Pedro Ciapessoni Jorge Buenahora Daniel Jorge (Steuermann)           | 8:29,51    |

#### Vorlauf 3
| Rang | Nation      | Athleten                                                           | Zeit (min) |
| ---- | ----------- | ------------------------------------------------------------------ | ---------- |
| 1    | DDR         | Wolfgang Gunkel Jörg Lucke Klaus-Dieter Neubert (Steuermann)       | 7:54,11    |
| 2    | Bulgarien   | Dimitar Walow Dimitar Janakiew Nenko Dobrew (Steuermann)           | 8:01,01    |
| 3    | Italien     | Giampaolo Tronchin Mario Semenzato Siro Meli (Steuermann)          | 8:02,79    |
| 4    | Frankreich  | Jean-Claude Coucardon Christian Durniak Alain Lacoste (Steuermann) | 8:09,62    |
| 5    | Argentinien | Pedro Yucciolino Rafael Garba Raúl Mazerati (Steuermann)           | 8:20,19    |

#### Vorlauf 4
| Rang | Nation         | Athleten                                                      | Zeit (min) |
| ---- | -------------- | ------------------------------------------------------------- | ---------- |
| 1    | Sowjetunion    | Wladimir Jeschinow Nikolai Iwanow Juri Lorenzson (Steuermann) | 7:43,84    |
| 2    | Großbritannien | David Maxwell Michael Hart Alan Inns (Steuermann)             | 7:49,56    |
| 3    | BR Deutschland | Heinz Mußmann Bernd Krause Stefan Kuhnke (Steuermann)         | 8:02,19    |
| 4    | Finnland       | Leo Ahonen Leif Andersson Antero Yli-Ikkelä (Steuermann)      | 8:06,56    |
| 5    | Kuba           | Lázaro Rivero Teófilo López Jesús Rosello (Steuermann)        | 8:17,34    |

### Hoffnungslauf
Die zwei besten Boote eines jeden Laufes qualifizierten sich für das Halbfinale.

#### Hoffnungslauf 1
| Rang | Nation         | Athleten                                                             | Zeit (min) |
| ---- | -------------- | -------------------------------------------------------------------- | ---------- |
| 1    | Großbritannien | David Maxwell Michael Hart Alan Inns (Steuermann)                    | 8:01,14    |
| 2    | Norwegen       | Rolf Andreassen Arne Bergodd Thor Egil Olsen (Steuermann)            | 8:03,50    |
| 3    | Italien        | Giampaolo Tronchin Mario Semenzato Siro Meli (Steuermann)            | 8:10,46    |
| 4    | Österreich     | Rainer Hinteregger Manfred Grieshofer Werner Grieshofer (Steuermann) | 8:15,94    |

#### Hoffnungslauf 2
| Rang | Nation      | Athleten                                                     | Zeit (min) |
| ---- | ----------- | ------------------------------------------------------------ | ---------- |
| 1    | Bulgarien   | Dimitar Walow Dimitar Janakiew Nenko Dobrew (Steuermann)     | 8:10,94    |
| 2    | Kanada      | Michael Neary Trevor Josephson Robert Battersby (Steuermann) | 8:12,69    |
| 3    | Niederlande | Bernard Luttikhuizen René Kieft Herman Zaanen (Steuermann)   | 8:17,37    |
| 4    | Kuba        | Lázaro Rivero Teófilo López Jesús Rosello (Steuermann)       | 8:37,14    |

#### Hoffnungslauf 3
| Rang | Nation      | Athleten                                                    | Zeit (min) |
| ---- | ----------- | ----------------------------------------------------------- | ---------- |
| 1    | Rumänien    | Ștefan Tudor Petre Ceapura Ladislau Lovrenschi (Steuermann) | 8:08,34    |
| 2    | Polen       | Wojciech Repsz Wiesław Długosz Jacek Rylski (Steuermann)    | 8:10,87    |
| 3    | Finnland    | Leo Ahonen Leif Andersson Antero Yli-Ikkelä (Steuermann)    | 8:11,89    |
| 4    | Argentinien | Pedro Yucciolino Rafael Garba Raúl Mazerati (Steuermann)    | 8:31,51    |

#### Hoffnungslauf 4
| Rang | Nation         | Athleten                                                           | Zeit (min) |
| ---- | -------------- | ------------------------------------------------------------------ | ---------- |
| 1    | BR Deutschland | Heinz Mußmann Bernd Krause Stefan Kuhnke (Steuermann)              | 8:07,95    |
| 2    | Schweiz        | René Furler Nicolas Lindecker Stefan Hablützel (Steuermann)        | 8:11,53    |
| 3    | Frankreich     | Jean-Claude Coucardon Christian Durniak Alain Lacoste (Steuermann) | 8:15,25    |
| 4    | Belgien        | Paul De Weert Wilfried Van Herck Guy Defraigne (Steuermann)        | 8:16,26    |
| 5    | Uruguay        | Pedro Ciapessoni Jorge Buenahora Daniel Jorge (Steuermann)         | 8:52,42    |

### Halbfinale
Die drei besten Boote jedes Laufes qualifizierten sich für das A-Finale, die restlichen Boote starteten im B-Finale.

#### Halbfinale 1
| Rang | Nation             | Athleten                                                     | Zeit (min) |
| ---- | ------------------ | ------------------------------------------------------------ | ---------- |
| 1    | DDR                | Wolfgang Gunkel Jörg Lucke Klaus-Dieter Neubert (Steuermann) | 8:13,87    |
| 2    | BR Deutschland     | Heinz Mußmann Bernd Krause Stefan Kuhnke (Steuermann)        | 8:19,86    |
| 3    | Polen              | Wojciech Repsz Wiesław Długosz Jacek Rylski (Steuermann)     | 8:20,69    |
| 4    | Großbritannien     | David Maxwell Michael Hart Alan Inns (Steuermann)            | 8:21,61    |
| 5    | Vereinigte Staaten | Mike Staines Luther Jones Aaron Herman (Steuermann)          | 8:25,40    |
| 6    | Kanada             | Michael Neary Trevor Josephson Robert Battersby (Steuermann) | 9:28,82    |

#### Halbfinale 2
| Rang | Nation           | Athleten                                                             | Zeit (min) |
| ---- | ---------------- | -------------------------------------------------------------------- | ---------- |
| 1    | Sowjetunion      | Wladimir Jeschinow Nikolai Iwanow Juri Lorenzson (Steuermann)        | 8:07,34    |
| 2    | Tschechoslowakei | Oldřich Svojanovský Pavel Svojanovský Vladimír Petříček (Steuermann) | 8:07,88    |
| 3    | Rumänien         | Ștefan Tudor Petre Ceapura Ladislau Lovrenschi (Steuermann)          | 8:10,89    |
| 4    | Bulgarien        | Dimitar Walow Dimitar Janakiew Nenko Dobrew (Steuermann)             | 8:20,21    |
| 5    | Norwegen         | Rolf Andreassen Arne Bergodd Thor Egil Olsen (Steuermann)            | 8:30,29    |
| 6    | Schweiz          | René Furler Nicolas Lindecker Stefan Hablützel (Steuermann)          | 8:32,34    |

### Finale

#### B-Finale
| Rang | Nation             | Athleten                                                     | Zeit (min) |
| ---- | ------------------ | ------------------------------------------------------------ | ---------- |
| 7    | Norwegen           | Rolf Andreassen Arne Bergodd Thor Egil Olsen (Steuermann)    | 7:58,45    |
| 8    | Großbritannien     | David Maxwell Michael Hart Alan Inns (Steuermann)            | 7:59,57    |
| 9    | Kanada             | Michael Neary Trevor Josephson Robert Battersby (Steuermann) | 8:00,27    |
| 10   | Bulgarien          | Dimitar Walow Dimitar Janakiew Nenko Dobrew (Steuermann)     | 8:01,86    |
| 11   | Vereinigte Staaten | Mike Staines Luther Jones Aaron Herman (Steuermann)          | 8:04,80    |
| 12   | Schweiz            | René Furler Nicolas Lindecker Stefan Hablützel (Steuermann)  | 8:05,54    |

#### A-Finale
| Rang | Nation           | Athleten                                                             | Zeit (min) |
| ---- | ---------------- | -------------------------------------------------------------------- | ---------- |
| 1    | DDR              | Wolfgang Gunkel Jörg Lucke Klaus-Dieter Neubert (Steuermann)         | 7:17,25    |
| 2    | Tschechoslowakei | Oldřich Svojanovský Pavel Svojanovský Vladimír Petříček (Steuermann) | 7:19,57    |
| 3    | Rumänien         | Ștefan Tudor Petre Ceapura Ladislau Lovrenschi (Steuermann)          | 7:21,36    |
| 4    | BR Deutschland   | Heinz Mußmann Bernd Krause Stefan Kuhnke (Steuermann)                | 7:21,52    |
| 5    | Sowjetunion      | Wladimir Jeschinow Nikolai Iwanow Juri Lorenzson (Steuermann)        | 7:24,44    |
| 6    | Polen            | Wojciech Repsz Wiesław Długosz Jacek Rylski (Steuermann)             | 7:24,44    |